# Nine Network
Nine Network – australijska stacja telewizyjna, założona 16 września 1956. Stacja znajduje się w Willoughby, Nowa Południowa Walia.

## Programy

### Programy informacyjne
- Nine News
- Nine's Afternoon News
- Today

### Teleturnieje
- Millionaire Hot Seat (2009-obecnie)
- The Million Dollar Drop (2011)

### Reality show
- Australia’s Got Talent (2013, 2016–obecnie)
- The Block (2003–2004, 2010–obecnie)
- The Farmer Wants a Wife (2007–2012, 2016–obecnie)
- Married at First Sight (2015–obecnie)
- The Voice Australia (2012-obecnie)

### Dziecięcy
- Pugwall (1989–1991)
- Alana – dziewczyna z przyszłości (The Girl from Tomorrow) (1990)
- Hi-5 (1999–2011)
- Snobs (2003)

### Zdrowie
- Co jest dla ciebie dobre (What's Good for You) (2006–2009)

### Serial obyczajowy
- Dwa światy (Spellbinder) (1995)
- Pacific Drive (1996–2001)
- Młode lwy (Young Lions) (2002)
- Morski patrol (Sea Patrol) (2007–2011)
- Porachunki (Underbelly) (2008–2013)
- The Strip: Śledczy z Gold Coast (The Strip) (2008)
- Ekipa ratunkowa (Rescue: Special Ops) (2009–2011)
- House Husbands (2012-obecnie)
- Love Child (2014-obecnie)

### Serial komediowy
- I wszyscy razem (All Together Now) (1991–1993)